# Zambia na Letnich Igrzyskach Olimpijskich 2008
Zambię na Letnich Igrzyskach Olimpijskich 2008 reprezentowało 8 sportowców (6 mężczyzn i 2 kobiety) w 4 dyscyplinach.
Był to jedenasty (w tym raz jako Rodezja Północna) start reprezentacji Zambii na letnich igrzyskach olimpijskich.

## Reprezentanci

### Badminton
- gra pojedyncza mężczyzn: Eli Mambwe – odpadł w 1/16 finału

### Boks
- waga musza (do 51 kg): Cassius Chiyanika – odpadł w 1/16 finału
- waga lekkopółśrednia (do 64 kg): Hastings Bwalya – odpadł w 1/16 finału
- waga półśrednia (do 69 kg): Precious Makina – odpadł w 1/16 finału

### Lekkoatletyka
- bieg na 400 m kobiet: Racheal Nachula – odpadła w półfinale (22. czas)
- bieg na 5000 m mężczyzn: Tonny Wamulwa – odpadł w eliminacjach (33. czas)

### Pływanie
- 50 metrów stylem dowolnym kobiet: Ellen Lendra Hight – odpadła w eliminacjach (53. czas)
- 50 metrów stylem dowolnym mężczyzn: Zane Jordan – odpadł w eliminacjach (63. czas)